# Заболонницы
Заболонницы (лат. Pachyneuridae) — семейство двукрылых, представленное всего одним родом Pachyneura Zetterstedt, 1838.

## Описание

Строение крыла Pachyneura

Комарики со стройным телом и удлинёнными лапками, в длину достигающее от 9 до 13 мм.

## Экология
Личинки вида Pachyneura oculata развиваются в относительно сухой древесине пней и отмерших стоячих стволов, поражённых светлыми гнилями. Личинки вида Pachyneura fasciata развиваются в более влажной древесине лежащих на земле стволов, поражёнными чёрными гнилями. Часто встречаются совместно с личинками грибных комаров Aglaomyia ingrica. Окукливаются в древесине. Имаго обычны в начале лета на древесных стволах, в частности в берёзе (Betula).

## Систематика
Своеобразие рода объясняет различные точки зрения на его расположение в систематике двукрылых. Семейство сближалось с разноножками (Anisopodidae), мицетофилоидным комплексом и типуломорфными. В последнее время его однозначно сближают с Bibionomorpha. Pachyneuridae реликтовое семейство, являющееся родственным Hesperinidae и Cramptonomyiidae. Некоторые авторы рассматривают его в расширенном объёме, то есть помимо Pachyneura в семейство включают ещё три рода: Cramptonomyia, Haruka и Pergratospes, хотя и указывают на своеобразие имаго и личинок Pachyneura. Эти различия говорят о целесообразности рассматривать его как самостоятельное семейство с одним родом.

## Виды
- Pachyneura fasciata Zetterstedt, 1838 — Палеарктика и Ориентальная область[5]
- Pachyneura oculata Krivosheina & Mamaev, 1972 — Дальнего Востока[5]